# アブラハム・イブン・エズラ
アブラハム・ベン・メイール・イブン・エズラ（Abraham ben Meir ibn Ezra, Abraham aben Ezrá(Esrá), ラテン語 Abenezra, 1090年/1092年 - 1164年/1167年）はスペインのユダヤ教徒のラビ・学者・詩人。
文法・哲学・数学・天文学・医学などに精通し、多くの分野に亘って著作がある。
特に聖書注釈は、ユダヤ教注解学の黄金時代の幕開けとなった。1526年刊行のトーラーのヘブライ語註釈書は、伝説的解釈に陥らず、深い洞察を示すものである。
トレドに生まれ、1140年以降スペインを離れ、生涯移住生活を送る。北アフリカ、エジプト、イタリア（ローマ、ルッカ、マントヴァ、ヴェローナ）、南フランス（ナルボンヌ、ベジエ）、北フランス（ドルー）、イングランド（ロンドン）、最終的に南フランスに戻った。
その過程で、これまでスペインのユダヤ教徒のみにアラビア語で伝えられていた学問を、あらゆる地域のユダヤ教徒の間に広めた。

## ヘブライ語文法
- (1) "Moznayim" (1140), chiefly an explanation of the terms used in Hebrew grammar; as early as 1148 it was incorporated by Judah Hadassi in his "Eshkol ha-Kofer," with no mention of Ibn Ezra (see "Monatsschrift," xl. 74), first ed. in 1546.

- (2) Translation of the work of Ḥayyuj into Hebrew (ed. Onken, 1844).

- (3) "Sefer ha-Yesod," or "Yesod Diḳduḳ," still unedited (see Bacher, "Abraham ibn Ezra als Grammatiker," pp. 8-17).

- (4) "ẓaḥot" (1145), on linguistic correctness, his best grammatical work, which also contains a brief outline of modern Hebrew meter; first ed. 1546.

- (5) "Safah Berurah" (see above), first ed. 1830.

- (6) A short outline of grammar at the beginning of the unfinished commentary on Genesis. The importance of Ibn Ezra's grammatical writings has already been treated in Grammar, Hebrew.

## 部分的に文法論的、聖書註釈学（Exegetical）的な小さな作品
- (1) "Sefat Yeter," in defense of Saadia Gaon against Dunash ben Labraṭ, whose criticism of Saadia, Ibn Ezra had brought with him from Egypt; published by Bislichs 1838 and Lippmann 1843.

- (2) "Sefer ha-Shem," ed. Lippmann, 1834.

- (3) "Yesod Mispar," a small monograph on numerals, ed. Pinsker, 1863, at the end of his book on the Babylonian-Hebrew system of punctuation.

- (4) "Iggeret Shabbat," a responsum on the Sabbath, dated 1158, ed. Luzzatto, in "Kerem Ḥemed," iv. 158 et seq.

## 宗教哲学
- "Yesod Mora" (1158), on the division of and reasons for the Biblical commandments; 1st ed. 1529.

## 数学、天文学
1. "Sefer ha-Eḥad," on the peculiarities of the numbers 1-9.
2. "Sefer ha-Mispar" or "Yesod Mispar," arithmetic.
3. "Luhot," astronomical tables.
4. "Sefer ha-'Ibbur," on the calendar (ed. Halberstam, 1874).
5. "Keli ha-Neḥoshet," on the astrolabe (ed. Edelmann, 1845).
6. "Shalosh She'elot," answer to three chronological questions of David Narboni.
7. Translation of two works by the astrologer Mashallah: "She'elot" and "Ḳadrut" (モーリッツ・シュタインシュナイダー Moritz Steinschneider, "Hebr. Uebers." pp. 600-603).

## 詩人として
ヘブライ語詩は思想に富み、正格ではあるが、やや詩情に欠くという評価もある。

### 作品：כִּי אֶשְׁמְרָה שַׁבָּת/ Kī ’ĕšmərāh šabbāth （安息日に奉げる）
ヘブライ語とラディーノ語の混合詩。聖なるミツワーに基づく行動によって、神により聖別された日である、週末の安息日にささげられた、文学的な詩。
1. Kī ’ĕšmərāh šabbāth ’Ēl yišmərērnī
’ôth hī’ lə‘ôlmēy‘adh bēynô ūbhēnī

|:Quen guarda el šabat
el Dio lo guarda a el
para siempre y siempre
el Dio va'star con el:|
2. ’āsūr mətzōh chēphetz (la)‘ăśôth dərākhīm
gam millədhabbēr bô dibhrēy tzərākhīm
dibhrēy səchôrāh ’aph(’ô) dibhrēy məlākhīm
’ĕhəggĕh bəThôrath ’Ēl ūthchakmēnī.
3. Rašam bedat ha’Ēl chōq ’el seganaw
bô la‘arokh lechem panim lephanaw
‘al ken lehit‘anot bô ‘al pī nebonaw
’asur lebad miYôm Kippur ‘awoni.
4. Hū yôm məkhubbādh, hū yôm ta‘ănūghīm
lechem weYayin t'ôbh, bāśār weDāghīm
hamitabelim bô ’achor nesôgīm
kī yôm semachôth hū uthsamecheni.
5. Mechel melakhah bô sophoh lehakhrith
‘al ken akhabes-bô libi kebôrīth
’ethpalelah el Ēl ‘arbīth weŠachărīt
mūsāph wegam minchāh, hū ya’aneni.

訳（概要）：
1. どのような人でも、シャッバートを履行すると、
常に、神はその人を守るであろう
神は人と共にあるであろう（ヘブライ語とジュデズモで同じ内容）
もし私がシャッバートを考慮すると、
神は私を守るであろう
これは彼と私との間にある、
絶えることのない契約である
2. シャッバートは、実業と旅、需要を語ること、
商売を実行することによって忘れられ、王も彼の問題によって忘れられている
私は神のトーラーを塾考する
あなたは知らせてくださるだろう
3. これは神に随員するものの、神の法（חֹק）として書かれた
その日は神に先駆ける計画の糧である日として整えられた
悲嘆を厭う信仰のため
ヨーム・キップールを除いて
4. 光栄（məkhubbādh）の日、楽しみ（ta‘ănūghīm）の日
よきパンとワイン、肉と魚
その日に悲しむ人は、その悲しみに満ちたつとめを差し控えよう
それは喜びの日であるので、私は歓喜しよう
5. この日に仕事を始めようとすれば、神意は隠れることになるだろう
石鹸はあれども、その（シャッバートを遂行した）結果、私の心はなお洗われることになるだろう
私は神にアルビート（朝の祈り）とシャハリート（夕の祈り）をしよう
私はムーサーフ（朝に追加の祈り）と更にミンハーを抜かさないようにしよう。彼は答えてくださるだろう

外部リンク：www.piyut.org.il

## 月に彼の名前が
- アベンエズラ (クレーター)を参照。